# نهنگ اومورا

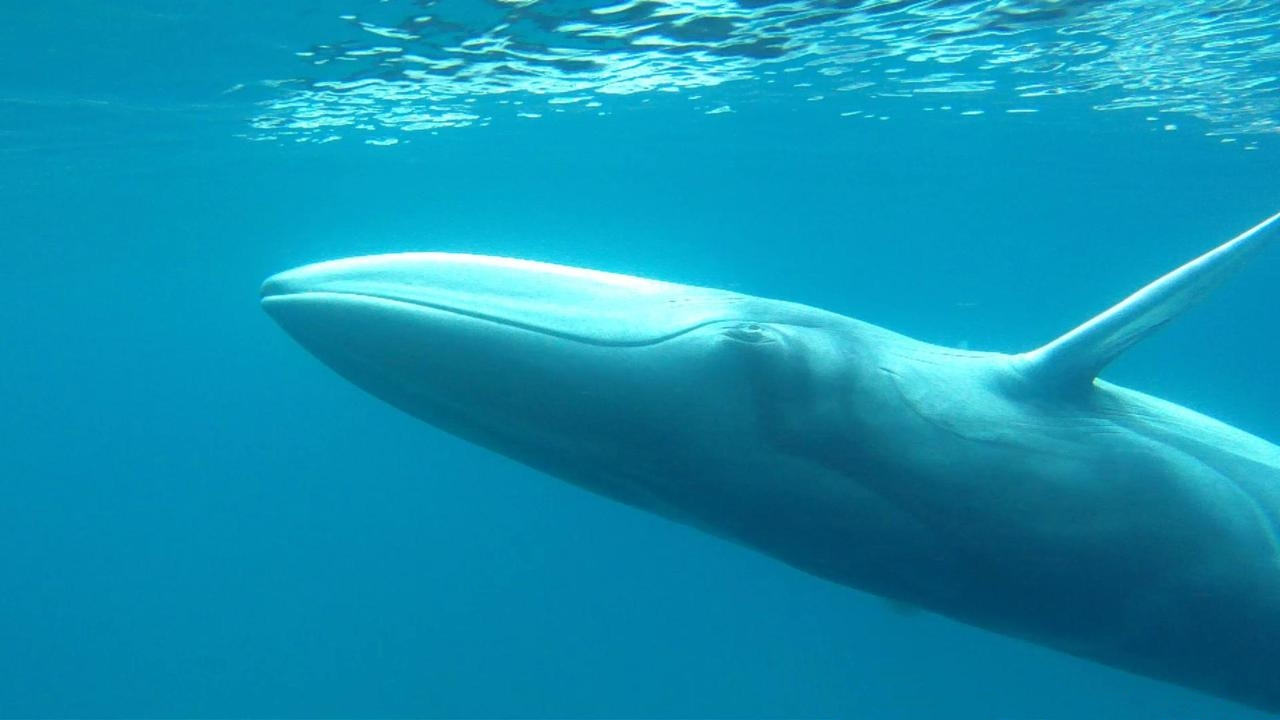
Balaenoptera omurai، ماداگاسکار

نهنگ اومورا گونه‌ای نهنگ است که اطلاعات زیادی از آن در دسترس نیست زیرا این نهنگ در ۲۰ نوامبر ۲۰۰۳ توسط ۳۰ دانشمند ژاپنی به نام‌های Shiro Wada, Masayuki Oishi و Tadasu K. Yamada کشف شد. 